# (What's the Story) Morning Glory?
(What's the Story) Morning Glory? er det britiske band Oasis' andet album. Pladen blev udgivet i 2. oktober 1995 og var blevet indspillet i marts måned samme år i Rockfield Studios. Den gik direkte ind som nummer 1 på den engelske hitliste og solgte i dens første uge 347.000 eksemplarer. Albummet solgte over 20 millioner eksemplarer verden over.

## Sange
1. Hello – 3:21
2. Roll with It – 3:59
3. Wonderwall – 4:18
4. Don't Look Back in Anger – 4:48
5. Hey Now! – 5:41
6. Uden titel (kaldt "The Swamp Song – Excerpt 1") – 0:44
7. Some Might Say – 5:29
8. Cast No Shadow – 4:51
9. She's Electric – 3:40
10. Morning Glory – 5:03
11. Uden titel (kaldt "The Swamp Song – Excerpt 2") – 0:39
12. Champagne Supernova – 7:27